# Paul McCrossan
William Paul Joseph McCrossan, född 20 maj 1942 i Toronto, är en kanadensisk före detta aktuarie och politiker som bland annat var ledamot i Kanadas parlament. Han introducerade Bill C-255, Public Pensions Reporting Act,